# Canción inolvidable
Canción inolvidable (A Song to Remember) es una película biográfica de 1945. Cuenta la vida del pianista y compositor polaco Frédéric Chopin. Fue dirigida por Charles Vidor y protagonizada por Cornel Wilde (como Chopin), Merle Oberon (como George Sand), Paul Muni (como Józef Elsner), Stephen Bekassy (como Franz Liszt) y Nina Foch.

## Argumento
En la película, Vidor trata de una manera romántica el patriotismo de Chopin. Fue producida durante la Segunda Guerra Mundial. Chopin, interpretado por Cornel Wilde, es presentado ante el público como un niño prodigio tocando una pieza de Mozart, pero en cuanto empieza a tocar el piano puede ver por la ventana como las autoridades rusas están apresando a polacos. La película también muestra a Chopin acudiendo a reuniones secretas para salvar Polonia. Vidor muestra el patriotismo como la razón más importante por la que Chopin toca el piano. Acude a una reunión secreta en lugar de presentarse a tiempo al concierto que iba a dar para un conde y sus distinguidos invitados. Además cuando finalmente toca en el concierto, interrumpe su interpretación cuando ve entrar al Gobernador Ruso de Polonia. Se pone en pie y anuncia, «No toco para los verdugos del Zar». Sale como una tormenta de la sala. Antes de dejar Polonia por París, Chopin coge con sus manos tierra polaca. 
La primera obra de Chopin que se oye en París es su Polonesa heroica, una canción dedicada a Polonia. La aparición de George Sand, interpretada por Merle Oberon, altera la vida de Chopin. Vidor retrata a Sand como una figura negativa en la vida de Chopin. Ella le seduce y le hace olvidar Polonia. Al final de la película, ofrece una apasionada gira de conciertos por Europa, a pesar de su delicada salud. En uno de los conciertos, Chopin comienza a sangrar.

## Reparto
| Actor            | Personaje              |
| ---------------- | ---------------------- |
| Paul Muni        | Profesor Joseph Elsner |
| Merle Oberon     | George Sand            |
| Cornel Wilde     | Frédéric Chopin        |
| Nina Foch        | Constantia             |
| George Coulouris | Louis Pleyel           |
| Howard Freeman   | Kalkbrenner            |
| Stephen Bekassy  | Franz Liszt            |
| Roxy Roth        | Niccolò Paganini       |

## Producción
Irónicamente, cuando la película fue producida en 1944, Polonia estaba en una situación similar a la vivida cuando Chopin estaba vivo. Otra vez estaba bajo control extranjero, en este caso alemán, en la Segunda Guerra Mundial. El pianista José Iturbi toca las piezas de piano interpretadas en la película.

## Recepción
La película fue candidata a varios premios de la academia, entre ellos al mejor actor principal (Cornel Wilde).